# District d'Alto Pichigua
Le district d'Alto Pichigua est l’un des huit districts de la province d'Espinar située dans le département de Cusco au Pérou.
Il a été créé par la Loi N° 26367 du 14 octobre 1994, avec pour siège la ville d’Accocunca.